# Jozef Tomko
Jozef Tomko (nascut l'11 de març de 1924) és un cardenal eslovac de l'Església Catòlica. Va exercir com a Prefecte de la Congregació per a l'Evangelització dels Pobles entre 1985 i 2001, i va ser elevat al Col·legi de Cardenals el 1985.

## Biografia

### Primers anys i ordenació
Jozef Tomko va néixer l'11 de març de 1924 a Udavské, prop de Humenné, a Txecoslovàquia (ara part de la República d'Eslovàquia). El 1943 va ingressar a la Facultat Teològica de Bratislava, i va ser enviat a Roma per estudiar a la Ateneu Pontifici Lateranense i a la Universitat Pontifícia Gregoriana, d'on va obtenir el seu doctorat en teologia, dret canònic, i ciències socials. Tomko va ser ordenat sacerdot per l'arquebisbe Luigi Traglia el 12 de març de 1949 a Sant Joan del Laterà.

### Treball pastoral i acadèmic
Va continuar els seus estudis a les Universitats Lateranense i Gregoriana mentre feia treball pastoral a Roma i a Porto i Santa Rufina fins al 1979. Entre 1950 i 1965, va exercir com a vice-rector i més tard rector de la Pontifícia Universitat Nepomucenum. Va ser professor a la Universitat Internacional Pro Deo entre 1955 i 1956. Durant aquest període, monsenyor Tomko va participar activament en l'establiment de l'Institut Eslovac dels Sants Ciril i Metodi a Roma. Va visitar diverses vegades les comunitats eslovaques als Estats Units, Canadà i diversos països europeus. Tomko durant dècades ha abordat els temes dels catòlics eslovacs a través de Ràdio Vaticana i també en els últims anys a través de la televisió catòlica Lux.

### Cúria romana
Tomko va elevat al rang de Chamberlain Privat supernumerari el 5 de desembre de 1959, i va entrar al servei de la Cúria Romana en 1962, com a auxiliar en la Secció de Censura de llibres de la Sagrada Congregació per a la Doctrina de la Fe. Pel que fa a les mesures menys severes adoptades contra els teòlegs dissidents, va comentar una vegada que «ja no s'apliquen ni la cambra de gas ni la cadira elèctrica». Durant el Concili Vaticà II (1962-1965) va treballar com a consultor per a la Congregació de la Doctrina de la Fe i més tard es va convertir en un membre de la Pontifici Consell per a la Família. Tomko va esdevenir Prelat Honorífic de Sa Santedat el 17 de juny de 1970. A més dels seus deures acadèmics, va ser nomenat sots-secretari de la Congregació per als Bisbes el 1974. Va ser professor visitant a la Universitat Gregoriana entre 1970 i 1977.

### Bisbe
El 12 de juliol de 1979, Tomko va ser nomenat secretari general del Sínode dels Bisbes i Arquebisbe titular de Doclea pel Papa Joan Pau II. Va rebre la seva consagració episcopal el 15 de setembre següent pel mateix Joan Pau II, a la Capella Sixtina amb l'arquebisbe Eduardo Martínez Somalo i el bisbe Andrew Gregory Grutka servint com a co-consagradores. El 18 d'octubre de 1979 es va convertir en membre de la Pontifícia Comissió per a la interpretació dels decrets del Concili Vaticà II tant pels dos grups liberals i conservadors. Tomko més tard va ser nomenat Pro-Prefecte de la Congregació per a l'Evangelització dels Pobles el 24 d'abril de 1985 i Canceller de la Pontifícia Universitat Urbaniana.

### Cardenal
Joan Pau II el va crear cardenal diaca de Gesù Buon Pastore alla Montagnola al consistori el 25 de maig de 1985 i va ser nomenat prefecte de la Congregació per a l'Evangelització dels Pobles. Durant el seu mandat, el cardenal es va convertir en un estret confident del Papa Joan Paul, i va servir com un enviat papal especial a diverses celebracions i esdeveniments religiosos en una varietat de diferents països. Va ser nomenat membre del Consell de Presinodal pel Sínode especial dels Bisbes d'Àsia al setembre de 1995. Després de deu anys com a cardenal diaca, va optar per ordre dels cardenals preveres (assumint el títol de suposant que l'església titular de Santa Sabina) el 29 de gener de 1996.

### Congressos eucarístics
Tomko va ser nomenat President del Comitè Pontifici per als Congressos Eucarístics Internacionals el 23 d'octubre de 2001, posant fi als seus setze anys de permanència com a prefecte de l'Evangelització dels Pobles, convertint-se en prefecte emèrit. En aquest càrrec, va presidir la delegació de la Santa Seu al Congrés interreligiós d'Astana, Kazakhstan, el 23 i 24 de setembre de 2003. Va perdre el dret a participar en futurs conclaves papals en arribar a l'edat de vuitanta anys l'11 març 2004 .
En qualitat de legat papal va presidir el 48è Congrés Eucarístic Internacional de Guadalajara, Mèxic, l'octubre de 2004.
A la mort de Joan Pau II el 2 d'abril de 2005, Tomko i totes les principals autoritats del Vaticà, d'acord amb el costum, va perdre automàticament les seves posicions durant el període de sede vacante. Va ser confirmat més tard com a President dels Congressos Eucarístics Internacionals pel Papa Benet XVI el següent 21 d'abril. El cardenal Tomko més tard es va retirar del seu càrrec com a president l'1 d'octubre del 2007.

### Treball posterior
El Papa Benet XVI va crear una comissió de cardenals per investigar les recents filtracions de documents reservats i confidencials a la televisió, als diaris, i en altres mitjans de comunicació. Es van reunir per primera vegada el dimarts 24 d'abril de 2012. El cardenal Herranz serveix com a President; els altres membres són els cardenals Tomko i De Giorgi.
El dissabte 11 d'agost de 2012, el Butlletí de l'Oficina de Premsa de la Santa Seu afirmava que el Papa Benet XVI havia nomenat cardenal Tomko com a l'enviat especial a la Solemne Celebració Jubilar que tindria lloc a Lviv, (Ucraïna) el dissabte 8 de setembre de 2012, amb motiu de la 600 aniversari de l'arxidiòcesi metropolitana de Lviv dels llatins.
A la inauguració papal de Francesc el 19 de març de 2013, el cardenal Tomko va ser un dels sis cardenals que van fer l'acte públic de l'obediència en nom del Col·legi Cardenalici al nou Papa en el seu inauguració papal.
Al febrer de l'any 2015 va assistir al consistori de cardenals en temes de reforma de la Cúria romana.

## Obres
- Light of Nations (Rome 1972)
- On Missionary Roads, 2007, ISBN 978-1586171650

## Honors
Gran Creu de l'orde de la Corona de Roure (Luxemburg 1988)
 Gran Creu de l'orde de la Doble Creu Blanca (1995)
 Gran Creu de l'orde del Libertador San Martín, Argentina (Buenos Aires 1999).
Doctor Honoris Causa per la Universitat Catòlica de Ruzomberok (26 d'abril de 2006)
Doctor Honoris Causa per laFacultat de Medicina de la Universitat Pavol Jozef Safarik de Kosice per la seva contribució al desenvolupament de la cultura, educació i humanitat a Eslovàquia (11 de desembre de 2001)
Placa Daurada del Ministeri d'Afers Exteriors i Europeus de la República Eslovaca (2009)